# Ulvals
Les ulvals (Ulvales) constitueixen un ordre d'algues verdes de la classe Ulvophyceae. Hi destaca l'enciam de mar (Ulva latuca), una espècie molt comuna a les costes catalanes.

## Llista de famílies
Segons AlgaeBASE:
- Família Bolbocoleonaceae O'Kelly & Rinkel
- Família Cloniophoraceae TÉ.L.Carlile, C.J.O'Kelly & TÉ.R.Sherwood
- Família Jaoaceae Fan
- Família Kornmanniaceae Golden & Cole
- Família Phaeophilaceae D.F.Chappell, C.J.O'Kelly, L.W.Wilcox, & G.L.Floyd
- Família Ulvaceae J.V.Lamouroux ex Dumortier
- Família Ulvales incertae sedis
- Família Ulvellaceae Schmidle

Segons Catalogue of Life:
- Família Capsosiphonaceae
- Família Gayraliaceae
- Família Kornmanniaceae
- Família Ulvaceae
- Família Ulvellaceae

Segons ITIS:
- Família Gomontiaceae
- Família Monostromataceae
- Família Ulvaceae

Segons NCBI:
- Família Jaoaceae
  - Gènere Jaoa
- Família Kornmanniaceae
  - Gènere Kornmannia
  - Gènere Percursaria
- Família Monostromataceae
  - Gènere Gayralia
  - Gènere Monostroma
  - Gènere Protomonostroma
  - Gènere Ulvaria
- Família Ulvaceae
  - Gènere Blidingia
  - Gènere Gemina
  - Gènere Ulva
  - Gènere Umbraulva
- Família Ulvellaceae
  - Gènere Acrochaete
  - Gènere Ochlochaete
  - Gènere Ulvella
- no-classificat Ulvales incertae sedis
  - Gènere Bolbocoleon
  - Gènere Pseudendoclonium
  - Gènere Ruthnielsenia
  - Gènere Tellamia

Segons WoRMS:
- Família Bolbocoleonaceae
- Família Capsosiphonaceae
- Família Cloniophoraceae
- Família Gayraliaceae
- Família Jaoaceae
- Família Kornmanniaceae
- Família Monostromataceae
- Família Phaeophilaceae
- Família Ulvaceae
- Família Ulvales incertae sedis
- Família Ulvellaceae